# 브라마푸트라강
브라마푸트라강(Brahmaputra) 또는 브라마푸트라-짱뽀강은 티베트에서 발원하며 인도까지 흐르는 강이다. 이 강은 여러 나라의 국경을 통과하며, 아시아의 큰 강들 중 하나이기도 하다.
브라마푸트라강은 티베트 서남부에서 발원하여 티베트의 남단과 히말라야산맥의 북단을 수평으로 가로지르며, 지형은 매우 험난하다. 이 티베트에 걸친 부분을 얄룽창포강이라고 부른다. 티베트 지역을 넘어가면 인도의 아루나찰프라데시주로 접어들며, 이곳의 언어로는 브라마푸트라강을 디항(Dihang)이나 시앙(Siang)이라고 부른다. 아삼 계곡 지역에서는 브라마푸트라강으로 불리며, 남쪽으로 더 진행하여 방글라데시에서는 자무나강으로 불린다. 이 곳에서 브라마푸트라는 갠지스강과 합류하여 거대한 삼각주를 형성한다. 총 길이는 2900킬로미터로, 이 강은 관개 농업과 운송 수단에 있어 중요한 역할을 하고 있다.

## 경로

### 티벳
티벳어로 얄룽짱뽀(Yarlung Tsangpo)라고 불리던 브라마푸트라강(아쌈의 보도족은 "Burlung-Buthur "강으로 부름)은 티벳의 푸란현의 히말라야 북부에 위치한 앙시 빙하에서 발원한다.
이전에는 강의 발원지가, 남서부 티벳의 마나사로와르호의 남동쪽으로 100 km 떨어진 히말라야산맥 지역을 덮고 있는 체마영둥 빙하로 알려져 있었다.
예전 문서들에는 강의 길이와 유역의 넓이가 제각각이었는데, 길이는 2,900 km에서 3,350 km, 유역 넓이는 520,000 km2에서 1,730,000 km2으로 알려져 있었다. 최근의 발견에 따르면 강의 길이는 3,848 km (2,391 mi)이고, 유역 넓이는
712,035 km2 (274,918 mi2)이다. 이러한 발견은, Institute of Remote Sensing Applications의 연구원 Liu Shaochuang이
중국과학원의 인공위성 이미지와 탐사 결과를 사용한 분석하여 발견하였다.

### 아삼과 인근 지역

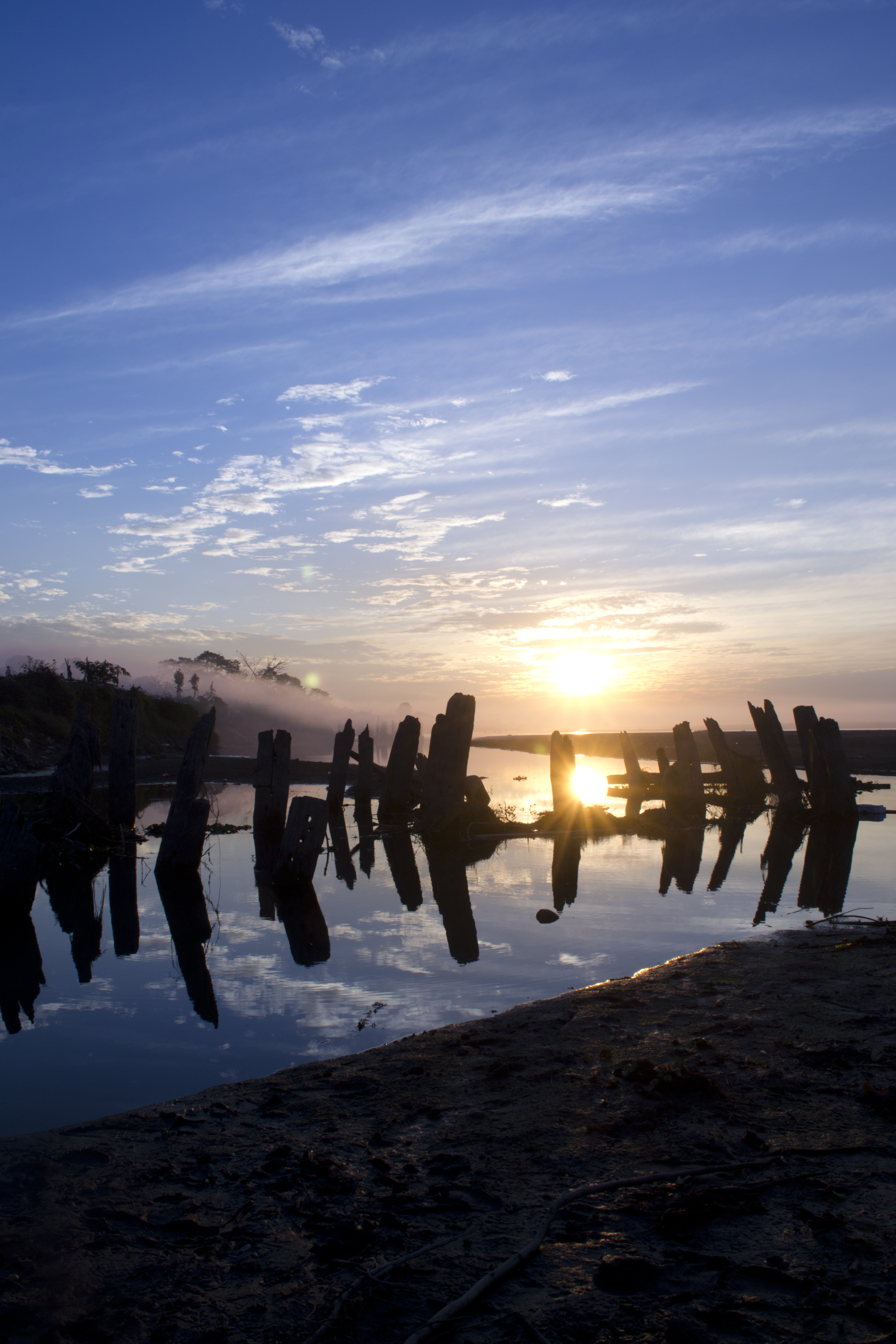
디브루가에서 본 브라마푸트라의 일몰의 전망

브라마푸트라강은 인도의 아루나찰프라데시주의 시앙(siang)이라고 불리는 지역으로 들어온다. 티베트의 원래 높이에서 매우 급격한 하강을 하게 되고, 이어서 디항(Dihang)평야로 들어온다. 대략 35 km (22 mi)를 흐르고, 아삼 골짜기의 진입부에 디방(Dibang)강과 로힛(Lohit)강과 합류한다. 로힛 강과 합류한 이후부터, 브라마푸트라라고 불리며, 아삼주에 속하게 되는데, 그 면적이 10 km (6 mi)으로, 매우 넓다. 강은 카멩(Kameng)강(또는 Jia Bhoreli)과 소닛푸르(Sonitpur)에 합류한다.
산에서 흘러 나와 남동쪽을 향하고 아삼주 북동쪽으로 진입하면서 저지대로 내려간다. 사디야(Sadiya) 마을의 서쪽에서, 강은 다시 남서쪽으로 향하고 두 개의 계곡인 로힛 (Lohit)과 디방(Dibang)과 랍류한다. 합류한 이후, 벵골만에서 약 1,450 km (900 mi) 떨어진 곳부터, 강은 전통적으로 브라마푸트라( "브라마의 아들")로 알려져 있다. 아삼에서는 강이 건기에 흐름이 강하고, 우기에는 강기슭이 8km 이상 멀어지게 된다. 계곡을 따라 꼬인 700 m (2,300 ft) 길이의 강을 따라 가면, 강은 수반시리, 카멩, 바렐리, 단시리, 마나스, 참파마티, 사라방가 및 산코쉬강을 포함아여,급속하게 흘러 드는 히말라야 강들과 몇 차례 합류한다. 언덕 지대와 고원 지대의 주요 지류는 Burhi Dihing, Disang, Dikhu 그리고 Kopili이다.
디브루가(Dibrugarh)현과 라킴푸르(Lakhimpur)현 사이에서, 강은 북쪽의 커쿠티아(Kherkutia) 채널(channel)과 남쪽의 브라마푸트라(Brahmaputra) 채널로 분할한다. 두 개의 채널은 하류 방향으로 약 100 km (62 mi) 떨어진 곳에서 합류하여 세계에서 가장 큰 하중도인 마줄리섬을 형성한다.
구와하티의 하조(Hajo)의 고대 순례지 가까이에서, 브라마푸트라는 실롱(Shillong) 고원의 암석을 가르며 지나가는데, 강폭이 가장 좁을 때가 1 km (1,100 yd)이다. 강 폭이 좁기 때문에, 사라이가트(Saraighat) 전투가 1671년 3월 여기에서 일어났다. 브라마푸트라를 가로 지르는 최초의 철도/도로 결합 교량은 1962년 4월 사라이가트에서 개통 되었다.
아삼에 있는 브라마푸트라 범람원은 브라마푸트라 계곡 반상록수 생태 지역으로 알려져 있다.

## 지도
| 가잔 열도갠지스강고다바리강고비 사막나일강류큐 열도남중국해노르웨이해뉴기니섬네푸드 사막다싱안링산맥다뉴브강동시베리아해동중국해동해둥베이 · 평원랍테프해룹알할리 사막레나강마다가스카르섬마리아나 제도마르마라해말레이반도메콩강몰디브 제도몽골고원바렌츠해바이칼호바탄 제도발리섬발트해발하시호백해베링해벵골만보르네오섬북극해북해볼가강북드비나강브라마푸트라강사할린섬샤오싱안링산맥세이셸 군도소코트라섬수마트라섬술라웨시섬스리랑카섬스칸디나비아반도스타노보이산맥스프래틀리 군도시나이반도새머리싱가포르섬아나톨리아아덴만아라비아반도아라비아해아라푸라해아랄해아무르강아조프해아프리카의 뿔안다만 제도알타이산맥알류샨 열도에게해예니세이강오가사와라 제도오만만오비강오스트레일리아오호츠크해우랄강우랄산맥유프라테스강이란고원인더스강인도 아대륙인디기르카강인도양 (북부)인도차이나반도일본 열도자와섬주강장강치롄산맥카라해카라코람카스피해캄차카반도캅카스산맥캐롤라인 · 제도콜리마강쿠릴 열도쿤룬산맥크리스마스섬타이만대만타클라마칸 사막북태평양톈산산맥통킹만티그리스강티모르섬티베트고원파라셀 제도파미르페르시아만페초라강프라타스섬필리핀 제도필리핀해하이난한반도항가이산맥호르무즈홋카이도홍해화베이 · 평원황하황해흑해히말라야산맥힌두스탄 · 평원힌두쿠시class=notpageimage\| 아시아의 주요 지리 |